# Meng Tian
Meng Tian (caratteri cinesi: 蒙恬; Qin, III secolo a.C. – 210 a.C.) è stato un generale e architetto cinese, fratello maggiore di Meng Yi e figlio di Meng Wu, il quale era il braccio destro del generale Wang Jian durante il periodo dei regni combattenti.
Si distinse durante le campagne contro i barbari Xiongnu, al confine con la Mongolia, e nella costruzione della Grande muraglia cinese.

## Biografia

### Campagna contro gli Xiongnu
Per l'epoca in cui lo stato di Qin aveva conquistato gli altri sei regni del periodo dei regni combattenti e iniziò il suo governo sulla Cina unificata nel 221 a.C., il gruppo nomade degli Xiongnu era diventato una potente forza invasiva che incombeva a nord dell'impero, iniziando ad espandersi sia ad oriente che a occidente. Qin Shi Huang, il primo imperatore della dinastia Qin, mandò un esercito di 100.000 uomini comandato da Meng Tian a cacciare i barbari Xiongnu a nord di 1.000 li (circa 416km), e iniziò a progettare quella che sarebbe diventata la Grande Muraglia per evitare ulteriori invasioni. I lavori difensivi si sarebbero dovuti estendere oltre 10.000 li (4.158km), "da Lintao a Liaodong estendendosi perfino oltre il fiume giallo ed attraverso Yangshan e Beijia", ciò significa dall'angolo sudoccidentale dell'anello di Ordos fino al Mar Giallo. Yangshan e Beijia sono regioni difficili da localizzare ai giorni nostri, tuttavia la muraglia correva lungo il fiume giallo ed includeva tutte le regioni dell'anello di Ordos.

### Carriera da architetto
L'ingegno di Meng Tian è visibile nell'efficiente, sebbene inumana, politica costruttiva, nella considerazione della topografia e nell'utilizzazione delle barriere naturali. L'architetto fu anche il supervisore della costruzione di una rete stradale atta a collegare i territori un tempo appartenuti agli stati di Yan, Qi, Wu e Chu, oltre che di un numero di strade adottate in special modo ad uso della casata imperiale. Il sistema stradale che venne a crearsi giocò un ruolo molto importante per i trasporti, le comunicazioni e gli scambi economici di quell'epoca e dei periodi successivi. Meng Tian, inoltre, ha apportato significativi miglioramenti ai pennelli per l'inchiostro (毛筆) utilizzati nell'importante arte della calligrafia cinese, e viene ricordato annualmente nel "Festival delle Penne di Huzhou".

### Ultimi anni di vita
Quando il principe Fusu, il primogenito di Qin Shi Huang e principe ereditario dell'impero, fu esiliato ai lavori forzati al nord per aver contestato le politiche del padre, a Meng Tian fu ordinato di assistere il principe, ruolo a cui adempì lealmente. Dopo la morte del primo imperatore, tuttavia, l'eunuco Zhao Gao, il quale ambiva ad ottenere il potere a corte, reputò scomoda la figura di Meng Tian poiché troppo vicina alla famiglia imperiale. Il generale ed architetto fu, quindi, imprigionato, e costretto a commettere suicidio. La sua famiglia fu uccisa. Tre anni dopo la sua morte, però, la dinastia Qin collassò sotto il peso degli intrighi di corte portati avanti dall'eunuco.

## Nella cultura di massa
- Meng Tian è una delle trentadue figure storiche che appaiono come personaggi speciali nel videogioco Romance of the Three Kingdoms XI, della Koei. Appare anche come personaggio non giocabile nel videogioco Prince of Qin.
- Meng Tian è un personaggio secondario del manga Kingdom